# チュービング

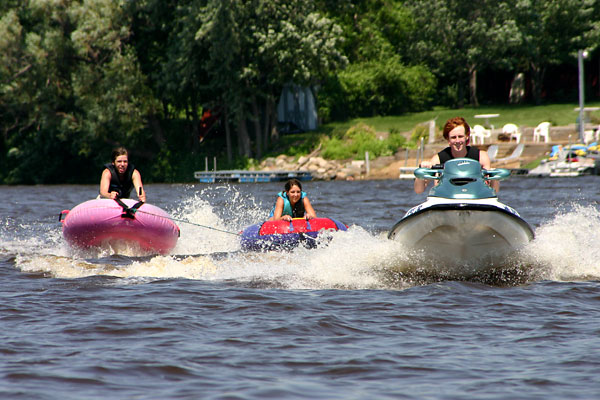
チュービング

チュービング（tubing）とは、トラックのタイヤチューブを利用し川下りをしたり雪上を滑走する遊び。アウトドア・アクティビティのひとつとして人気がある。雪上のチュービングは特に、スノー・チュービングとも呼ばれる。

## 種類
チュービングには大きく区分し、以下のものがある。
- 川 - タイヤチューブに乗って川下りをする。
- 雪上 - 主にスキー場にて行われる。
- カイト・チュービング

## 日本のチュービングスポット
- 長良川
- 瀬田川
- 車山高原 - スノー・チュービング
- ハチ北スキー場 - スノー・チュービング

## 海外のチュービングスポット
- ミシシッピ川
- ナムソン川（ラオス）